# 学校法人早稲田大学
学校法人早稲田大学（がっこうほうじんわせだだいがく）は、日本の学校法人。

## 歴史

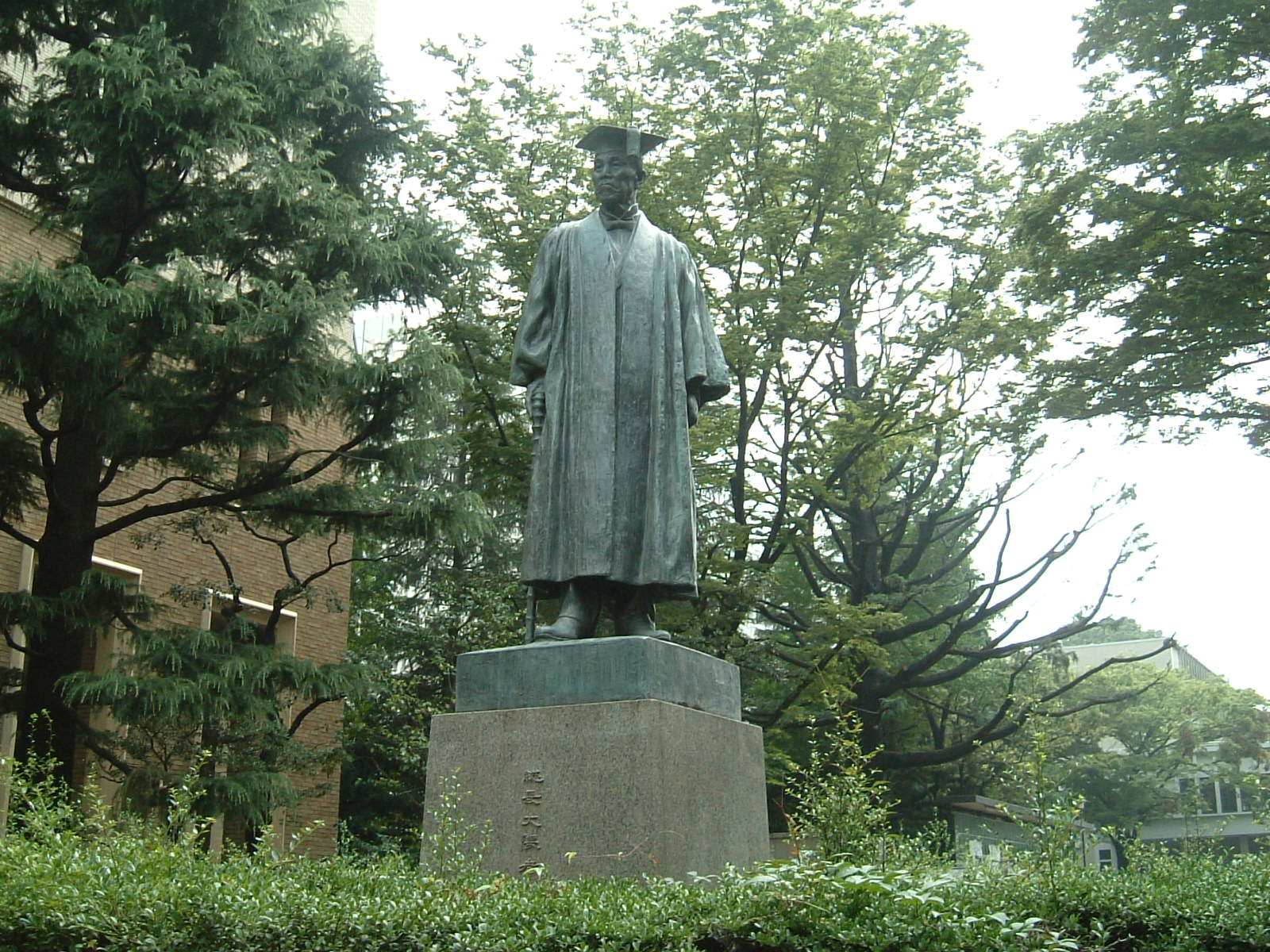
大隈重信像（朝倉文夫作）

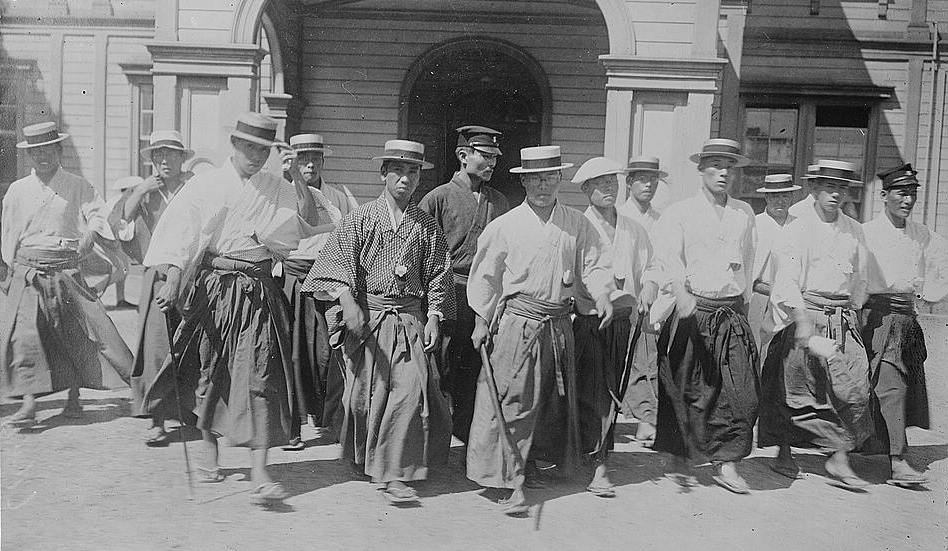
早大生（1916年）

- 1882年 東京専門学校が開校。政治経済学科・法律学科・理学科・英学科を設置。入学生80名。成島柳北が挨拶[1]。
- 1886年 校外生の制度を発足させ、「早稲田講義録」を発行。
- 1899年 清からの留学生を受け入れる。高等予科（現：早稲田大学高等学院・中学部）を開設。
- 1902年 早稲田大学への改称認可。
- 1904年 大学部が専門学校令による専門学校となる。大学部に商科（現、商学部）設置。
- 1907年 4月、校長・学監制を廃し、総長・学長制を採用。大隈重信総長（名誉職）・高田早苗学長が就任。10月、校歌制定。また、それまで、貸すという形になっていた敷地（現在の敷地の一部）を寄付すると、大隈が発表。
- 1908年 学校組織を財団法人とする。
- 1911年 各種学校の早稲田工手学校（現・早稲田大学芸術学校、夜間・修業年限2年半）開校。
- 1913年 早稲田大学教旨・校旗・式服・式帽を制定。
- 1917年 早稲田騒動が発生。
- 1920年 大学部が大学令による大学となる。政治経済学部・法学部・文学部・商学部・理工学部・大学院を設置。高等予科に代えて大学予科にあたる早稲田高等学院を設置。
- 1922年 高等予科廃止。早稲田高等学院を第一早稲田高等学院・第二早稲田高等学院に改組。
- 1923年 総長・学長制を名誉総長・総長制に改める。
- 1924年 専門学校令に準じた早稲田専門学校（夜間）開校。
- 1925年 専門学校令による大学部廃止。
- 1927年 大隈講堂が落成。早稲田専門学校で校名改称問題が発生。
- 1928年 演劇博物館が開館。早稲田工手学校の高等課程教育を実施する教育機関として早稲田高等工学校（夜間・修業年限2年）を設置。

- 1938年 鋳物研究所（現・材料技術研究所）設置。
- 1946年 早稲田工手学校を早稲田工業学校へ改組。
- 1948年 早稲田工業学校を新制の早稲田工業高等学校（夜間4年）へ改組。早稲田工手学校廃校。
- 1949年 学制改革に伴い、新制早稲田大学を設置。第一・第二早稲田高等学院を廃し、在校生は新制大学の学部1・2年生に移行、新制高校の早稲田高等学院開校。旧制の学部・専門部・高等師範部・専門学校（夜間）・高等工学校（夜間）の学生・生徒募集を停止。
- 1951年 学校法人となる。新制早稲田大学大学院6研究科（修士課程）を設置。1953年には博士課程も設置。旧制の専門部、高等師範部、専門学校、高等工学校廃校。
- 1957年 記念会堂が竣工（1964年東京オリンピックのフェンシング競技会場として使用される）
- 1960年 旧制早稲田大学（大学院・学部）廃止。
- 1963年 早稲田実業学校が系属校となる。
- 1964年 早稲田工業高等学校産業技術専修コースを母体に早稲田大学産業技術専修学校を設置。
- 1978年 早稲田大学産業技術専修学校の教育課程を整備、専修学校から専門学校へ改組。名称を早稲田大学専門学校へ変更。
- 1979年 早稲田中学校・高等学校が系属校となる。
- 2001年 早稲田大学専門学校を早稲田大学芸術学校に改称。

## 設置学校
|                            | 中学校 | 高等学校 | 大学 | 専修学校専門課程 | 所在地       |
| -------------------------- | ------ | -------- | ---- | ---------------- | ------------ |
| 早稲田大学                 |        |          | ○    |                  | 東京都新宿区 |
| 早稲田大学芸術学校         |        |          |      | ○                | 東京都新宿区 |
| 早稲田大学高等学院・中学部 | ○      | ○        |      |                  | 東京都練馬区 |
| 早稲田大学本庄高等学院     |        | ○        |      |                  | 埼玉県本庄市 |

### 過去の設置学校
- 東京専門学校（ - 1902年）
- 早稲田大学高等師範部（ - 1951年）
- 早稲田高等工学校（ - 1951年）
- 早稲田大学工業高等学校（ - 1968年）
- 早稲田大学川口芸術学校（ - 2015年）

## その他の事業

### 会社
- 早稲田大学グループホールディングス株式会社
- 株式会社早稲田大学アカデミックソリューション
- 株式会社早稲田大学出版部
- 株式会社早稲田大学プロパティマネジメント

### スクール
- タイ早稲田日本語学校

## 系属校
以下の学校は別の学校法人による設置校であり、早稲田大学の系属校にあたる。
|                                                    | 設置者                                                                              | 小学校 | 中学校 | 高等学校 | 所在地         |
| -------------------------------------------------- | ----------------------------------------------------------------------------------- | ------ | ------ | -------- | -------------- |
| 早稲田中学校・高等学校                             | 学校法人早稲田高等学校                                                              |        | ○      | ○        | 東京都新宿区   |
| 早稲田大学系属早稲田実業学校初等部・中等部・高等部 | 学校法人早稲田実業学校                                                              | ○      | ○      | ○        | 東京都国分寺市 |
| 早稲田大阪高等学校                                 | 学校法人早稲田大阪学園                                                              |        |        | ○        | 大阪府茨木市   |
| 向陽台高等学校                                     | 学校法人早稲田大阪学園                                                              |        |        | ○        | 大阪府茨木市   |
| 早稲田佐賀中学校・高等学校                         | 学校法人大隈記念早稲田佐賀学園                                                      |        | ○      | ○        | 佐賀県唐津市   |
| 早稲田渋谷シンガポール校                           | 早稲田渋谷プライベートリミテッド （学校法人早稲田大学と学校法人渋谷教育学園の合弁） |        |        | （○）    | シンガポール   |

なお、早稲田予備校やわせがく高等学校を運営する「学校法人早稲田学園」とは無関係。

## 前身の東京専門学校の校長等
| 代 | 氏名     | 在任期間        |
| -- | -------- | --------------- |
| 1  | 大隈英麿 | 1882年 - 1886年 |
| 2  | 前島密   | 1886年 - 1890年 |
| 3  | 鳩山和夫 | 1890年 - 1907年 |

- 最初期、実質的な運営の中心は、小野梓、高田早苗。小野の没後は、高田、天野為之、市島謙吉、坪内逍遥など。議員（評議員、理事のようなもの）として、成島柳北、小野梓、島田三郎、矢野文雄等。
- 学監：高田早苗（1900年 - 1907年）
- 1902年、「私立学校令」により早稲田大学とする。
- 1904年、「専門学校令」により大学。
- 1907年、総長、学長制に移行。

## 早稲田大学の学長等
| 代 | 氏名     | 在任期間        |
| -- | -------- | --------------- |
| 1  | 高田早苗 | 1907年 - 1915年 |
| 2  | 天野為之 | 1915年 - 1917年 |
| 3  | 平沼淑郎 | 1918年 - 1921年 |
| 4  | 塩澤昌貞 | 1921年 - 1923年 |

- 名誉学長：高田早苗（1915年 - 1917年、1919年 - 1923年）
- 1920年、「大学令」による大学。
- 1923年、新総長制。

## 早稲田大学の総長
| 代           | 氏名         | 在任期間        | 略歴                 |
| ------------ | ------------ | --------------- | -------------------- |
| 1 （名誉職） | 大隈重信     | 1907年 - 1922年 | 内閣総理大臣、創設者 |
| 2            | 塩澤昌貞     | 1923年          | 経済学者             |
| 3            | 高田早苗     | 1923年 - 1931年 | 衆議院議員、政治学者 |
| 4            | 田中穂積     | 1931年 - 1944年 | 財政学者             |
| 5            | 中野登美雄   | 1944年 - 1946年 | 法学者               |
| 6            | 島田孝一     | 1946年 - 1954年 | 交通経済学者         |
| 7            | 大濱信泉     | 1954年 - 1966年 | 法学者、教育者       |
| 8            | 阿部賢一     | 1966年 - 1968年 | 経済学者             |
| 9            | 時子山常三郎 | 1968年 - 1970年 | 財政学者             |
| 10           | 村井資長     | 1970年 - 1978年 | 工学者               |
| 11           | 清水司       | 1978年 - 1982年 | 工学者               |
| 12           | 西原春夫     | 1982年 - 1990年 | 法学者               |
| 13           | 小山宙丸     | 1990年 - 1994年 | 文学者               |
| 14           | 奥島孝康     | 1994年 - 2002年 | 法学者               |
| 15           | 白井克彦     | 2002年 - 2010年 | 工学者               |
| 16           | 鎌田薫       | 2010年 - 2018年 | 法学者               |
| 17           | 田中愛治     | 2018年 -        | 政治学者             |

- 1949年、新制大学。